# Grand Rapids Rise 2025
Questa voce raccoglie le informazioni riguardanti le Grand Rapids Rise nelle competizioni ufficiali della stagione 2024-2025.

## Stagione
Le Grand Rapids Rise partecipano alla stagione 2024-25 senza alcuna denominazione sponsorizzata.
Si classificano al quinto posto nella regular season di PVF, mancando la qualificazione ai play-off scudetto.

## Organigramma societario
Area direttiva
- Presidente: Daniel DeVos
- Team manager: Matt Jennings

Area tecnica
- Allenatore: Cathy George
- Secondo allenatore: Mike Gawlik
- Assistente allenatore: Jason Oliver, Katie Gawlik, Matt Jennings
- Preparatore atletico: Dave Getsoff, Zoie Appleberry
- Mental coach: Mitch Nienhuis, Sean Judd
- Stagista: Bella Hommes

## Rosa
| N° | Nome               | Ruolo | Data di nascita   | Nazionalità sportiva |
| -- | ------------------ | ----- | ----------------- | -------------------- |
| 1  | Sherridan Atkinson | O     | 15 luglio 1996    | Stati Uniti          |
| 2  | Elena Oglivie      | L     | 22 gennaio 2002   | Stati Uniti          |
| 3  | Valeria León       | L     | 21 novembre 1995  | Porto Rico           |
| 4  | Carli Snyder       | S     | 30 aprile 1996    | Stati Uniti          |
| 5  | Erika Pritchard    | S     | 19 ottobre 1999   | Stati Uniti          |
| 6  | Kaleigh Nelson     | O     | 4 agosto 1992     | Stati Uniti          |
| 7  | Raven Colvin       | C     | 24 giugno 2003    | Stati Uniti          |
| 8  | Marin Grote        | C     | 16 dicembre 1999  | Stati Uniti          |
| 10 | Alison Bastianelli | C     | 24 luglio 1997    | Stati Uniti          |
| 11 | August Raskie      | P     | 13 dicembre 1996  | Stati Uniti          |
| 13 | Paige Briggs       | S     | 13 dicembre 2000  | Stati Uniti          |
| 15 | Devyn Robinson     | O     | 9 luglio 2002     | Stati Uniti          |
| 17 | Alyssa Garvelink   | C     | -                 | Stati Uniti          |
| 19 | Jena Otec          | L     | -                 | Stati Uniti          |
| 20 | Eleanor Holthaus   | S     | 5 aprile 2000     | Stati Uniti          |
| 21 | Naya Shimé         | O     | -                 | Stati Uniti          |
| 22 | Camryn Turner      | P     | -                 | Stati Uniti          |
| 27 | Symone Abbott      | S     | 27 settembre 1996 | Stati Uniti          |

      Practice squad

## Mercato
| Acquisti                               | Acquisti           | Acquisti           | Acquisti   |
| R.                                     | Nome               | da                 | Modalità   |
| -------------------------------------- | ------------------ | ------------------ | ---------- |
| S                                      | Symone Abbott      | Arīs Salonicco     | definitivo |
| O                                      | Sherridan Atkinson | Athletes Unlimited | definitivo |
| C                                      | Alison Bastianelli | San Diego Mojo     | definitivo |
| S                                      | Paige Briggs       | Athletes Unlimited | definitivo |
| C                                      | Raven Colvin       | Purdue             | definitivo |
| L                                      | Valeria León       | Columbus Fury      | definitivo |
| O                                      | Kaleigh Nelson     | -                  | definitivo |
| L                                      | Elena Oglivie      | Stanford           | definitivo |
| L                                      | Jena Otec          | Western Kentucky   | definitivo |
| P                                      | August Raskie      | San Diego Mojo     | definitivo |
| O                                      | Naya Shimé         | Southern Methodist | definitivo |
| S                                      | Carli Snyder       | Mulhouse           | definitivo |
| P                                      | Camryn Turner      | Kansas             | definitivo |
| Trasferimenti nel corso della stagione |                    |                    |            |
| S                                      | Eleanor Holthaus   | Potsdam            | definitivo |
| O                                      | Devyn Robinson     | San Diego Mojo     | definitivo |

| Cessioni                               | Cessioni           | Cessioni           | Cessioni   |
| R.                                     | Nome               | a                  | Modalità   |
| -------------------------------------- | ------------------ | ------------------ | ---------- |
| S                                      | Symone Abbott      | Arīs Salonicco     | definitivo |
| C                                      | Kayla Caffey       | Athletes Unlimited | definitivo |
| S                                      | Claire Chaussee    | LOVB Madison       | definitivo |
| P                                      | Ashley Evans       | Bergamo 1991       | definitivo |
| O                                      | Morgahn Fingall    | Volero Le Cannet   | definitivo |
| L                                      | Camila Gómez       | Omaha Supernovas   | definitivo |
| C                                      | Molly Lohman       | -                  | ritirata   |
| O                                      | Emilija Nikolova   | -                  | ritirata   |
| P                                      | Machaela Podraza   | Omaha Supernovas   | definitivo |
| S                                      | Shannon Scully     | Orlando Valkyries  | definitivo |
| L                                      | Sarah Sponcil      | San Diego Mojo     | definitivo |
| Trasferimenti nel corso della stagione |                    |                    |            |
| O                                      | Sherridan Atkinson | Paniōnios          | definitivo |
| O                                      | Naya Shimé         | -                  | svincolata |

## Risultati

### PVF

#### Regular season
| 10 gennaio 2025 Lee's Family Forum, Henderson      | Vegas Thrill      | 3 - 2 | Grand Rapids Rise | 20-25, 20-25, 25-22, 25-21, 16-14 |
| 12 gennaio 2025 Van Andel Arena, Grand Rapids      | Grand Rapids Rise | 0 - 3 | Omaha Supernovas  | 21-25, 23-25, 22-25               |
| 16 gennaio 2025 Fishers Event Center, Fishers      | Indy Ignite       | 3 - 0 | Grand Rapids Rise | 25-18, 28-26, 25-16               |
| 19 gennaio 2025 Gas South Arena, Duluth            | Atlanta Vibe      | 0 - 3 | Grand Rapids Rise | 23-25, 23-25, 21-25               |
| 26 gennaio 2025 Nationwide Arena, Columbus         | Columbus Fury     | 2 - 3 | Grand Rapids Rise | 25-19, 25-18, 19-25, 14-25, 12-15 |
| 3 gennaio 2025 Van Andel Arena, Grand Rapids       | Grand Rapids Rise | 3 - 2 | Orlando Valkyries | 24-26, 25-15, 17-25, 25-18, 15-12 |
| 2 febbraio 2025 Van Andel Arena, Grand Rapids      | Grand Rapids Rise | 3 - 0 | San Diego Mojo    | 25-19, 25-22, 25-22               |
| 7 febbraio 2025 Nationwide Arena, Columbus         | Columbus Fury     | 3 - 2 | Grand Rapids Rise | 21-25, 25-21, 26-24, 22-25, 15-8  |
| 13 febbraio 2025 Van Andel Arena, Grand Rapids     | Grand Rapids Rise | 1 - 3 | Atlanta Vibe      | 25-21, 18-25, 22-25, 19-25        |
| 15 febbraio 2025 Addition Financial Arena, Orlando | Orlando Valkyries | 3 - 0 | Grand Rapids Rise | 25-18, 25-23, 26-24               |
| 2 febbraio 2025 Van Andel Arena, Grand Rapids      | Grand Rapids Rise | 2 - 3 | Columbus Fury     | 25-16, 25-27, 25-22, 22-25, 13-15 |
| 27 febbraio 2025 Viejas Arena, San Diego           | San Diego Mojo    | 3 - 1 | Grand Rapids Rise | 25-11, 18-25, 25-23, 25-21        |
| 2 marzo 2025 Lee's Family Forum, Henderson         | Vegas Thrill      | 0 - 3 | Grand Rapids Rise | 18-25, 17-25, 23-25               |
| 5 marzo 2025 Van Andel Arena, Grand Rapids         | Grand Rapids Rise | 3 - 0 | San Diego Mojo    | 25-20, 26-24, 25-20               |
| 9 marzo 2025 Viejas Arena, San Diego               | San Diego Mojo    | 1 - 3 | Grand Rapids Rise | 17-25, 30-28, 15-25, 18-25        |
| 13 marzo 2025 Van Andel Arena, Grand Rapids        | Grand Rapids Rise | 1 - 3 | Atlanta Vibe      | 23-25, 27-25, 16-25, 22-25        |
| 15 marzo 2025 Van Andel Arena, Grand Rapids        | Grand Rapids Rise | 1 - 3 | Indy Ignite       | 25-22, 20-25, 19-25, 22-25        |
| 2 marzo 2025 Van Andel Arena, Grand Rapids         | Grand Rapids Rise | 1 - 3 | Vegas Thrill      | 31-29, 25-27, 22-25, 25-27        |
| 28 marzo 2025 Van Andel Arena, Grand Rapids        | Grand Rapids Rise | 3 - 2 | Columbus Fury     | 22-25, 25-23, 25-22, 22-25, 15-13 |
| 3 marzo 2025 CHI Health Center Omaha, Omaha        | Omaha Supernovas  | 3 - 1 | Grand Rapids Rise | 25-20, 17-25, 25-19, 25-22        |
| 5 aprile 2025 Van Andel Arena, Grand Rapids        | Grand Rapids Rise | 3 - 0 | Vegas Thrill      | 25-17, 25-16, 25-17               |
| 1º aprile 2025 Addition Financial Arena, Orlando   | Orlando Valkyries | 3 - 1 | Grand Rapids Rise | 25-18, 18-25, 25-18, 25-15        |
| 12 aprile 2025 Fishers Event Center, Fishers       | Indy Ignite       | 2 - 3 | Grand Rapids Rise | 17-25, 25-22, 25-21, 18-25, 11-15 |
| 17 aprile 2025 CHI Health Center Omaha, Omaha      | Omaha Supernovas  | 3 - 0 | Grand Rapids Rise | 25-16, 25-23, 26-24               |
| 19 aprile 2025 Van Andel Arena, Grand Rapids       | Grand Rapids Rise | 3 - 1 | Indy Ignite       | 25-27, 25-21, 25-18, 25-22        |
| 26 aprile 2025 Gas South Arena, Duluth             | Atlanta Vibe      | 3 - 2 | Grand Rapids Rise | 25-23, 25-22, 21-25, 23-25, 15-13 |
| 3 aprile 2025 Van Andel Arena, Grand Rapids        | Grand Rapids Rise | 2 - 3 | Orlando Valkyries | 25-19, 25-17, 23-25, 21-25, 14-16 |
| 2 maggio 2025 Van Andel Arena, Grand Rapids        | Grand Rapids Rise | 1 - 3 | Omaha Supernovas  | 25-19, 17-25, 20-25, 21-25        |

## Statistiche

### Statistiche di squadra
| Competizione | Punti | In casa | In casa | In casa | In trasferta | In trasferta | In trasferta | Totale | Totale | Totale |
| Competizione | Punti | G       | V       | P       | G            | V            | P            | G      | V      | P      |
| ------------ | ----- | ------- | ------- | ------- | ------------ | ------------ | ------------ | ------ | ------ | ------ |
| PVF          | 34    | 14      | 6       | 8       | 14           | 5            | 9            | 28     | 11     | 17     |
| Totale       | -     | 14      | 6       | 8       | 14           | 5            | 9            | 28     | 11     | 17     |

### Statistiche dei giocatori
| Giocatrice     | PVF | PVF | PVF | PVF | PVF | Totale | Totale | Totale | Totale | Totale |
| Giocatrice     | P   | PT  | AV  | MV  | BV  | P      | PT     | AV     | MV     | BV     |
| -------------- | --- | --- | --- | --- | --- | ------ | ------ | ------ | ------ | ------ |
| S. Abbott      | 4   | 12  | 10  | 1   | 1   | 4      | 12     | 10     | 1      | 1      |
| S. Atkinson    | 3   | 38  | 32  | 4   | 2   | 3      | 38     | 32     | 4      | 2      |
| A. Bastianelli | 28  | 265 | 165 | 89  | 11  | 28     | 265    | 165    | 89     | 11     |
| P. Briggs      | 27  | 260 | 226 | 20  | 14  | 27     | 260    | 226    | 20     | 14     |
| R. Colvin      | 11  | 45  | 31  | 9   | 5   | 11     | 45     | 31     | 9      | 5      |
| A. Garvelink   | 22  | 156 | 88  | 64  | 4   | 22     | 156    | 88     | 64     | 4      |
| M. Grote       | 18  | 88  | 58  | 26  | 4   | 18     | 88     | 58     | 26     | 4      |
| E. Holthaus    | 8   | 108 | 93  | 12  | 3   | 8      | 108    | 93     | 12     | 3      |
| V. León        | 7   | 0   | 0   | 0   | 0   | 7      | 0      | 0      | 0      | 0      |
| K. Nelson      | 13  | 74  | 58  | 14  | 2   | 13     | 74     | 58     | 14     | 2      |
| E. Oglivie     | 28  | 0   | 0   | 0   | 0   | 28     | 0      | 0      | 0      | 0      |
| J. Otec        | 15  | 1   | 0   | 0   | 1   | 15     | 1      | 0      | 0      | 1      |
| E. Pritchard   | 22  | 210 | 187 | 16  | 7   | 22     | 210    | 187    | 16     | 7      |
| A. Raskie      | 26  | 70  | 46  | 19  | 5   | 26     | 70     | 46     | 19     | 5      |
| D. Robinson    | 5   | 5   | 4   | 1   | 0   | 5      | 5      | 4      | 1      | 0      |
| N. Shimé       | 10  | 109 | 92  | 15  | 2   | 10     | 109    | 92     | 15     | 2      |
| C. Snyder      | 28  | 388 | 315 | 40  | 33  | 28     | 388    | 315    | 40     | 33     |
| C. Turner      | 22  | 58  | 40  | 14  | 4   | 22     | 58     | 40     | 14     | 4      |

P = presenze; PT = punti totali; AV = attacchi vincenti; MV = muri vincenti; BV = battute vincenti